# Садовая (Спасский район)
Садовая — поселок в Спасском районе Рязанской области. Входит в Заречинское сельское поселение.

## География
Находится в центральной части Рязанской области на расстоянии приблизительно 17 км на юг-юго-запад по прямой от районного центра города Спасск-Рязанский на правобережье реки Проня.

## Население
Численность населения: 15 человек в 2002 году (русские 100 %), 24 в 2010.